# 西河街道 (成都市)
西河街道，原为西河镇，是中华人民共和国四川省成都市龍泉驛區下辖的一个乡镇级行政单位。2019年12月，撤镇设街道，西河街道办事处驻成洛路3789号。本街道大部分居民为客家人。

## 行政区划
西河街道下辖以下地区：
上游社区、鹿角社区、跃进社区、滨西社区、两河村、龙井村、卫星村、东风村、黄连村、大龙村、阙家村和天平村。